# Ігоне де Йонг
Ігоне де Йонг (англ. Igone de Jongh; 9 вересня 1979, Гарлем) — нідерландська артистка балету.

## Кар'єра
З восьми років навчалася в Національній академії балету в Амстердамі, а потім у Королівській балетній школі в Лондоні. У 1996 році, коли вона була запрошена на посаду прими Національного балету в Амстердамі, вона стала лауреатом премії Арнольда Хаскелла для перспективних молодих танцівниць.
У наступні роки де Йонг пройшла всі щаблі в трупі та отримала кілька нагород. У 1998 році вона стала учасницею кордебалету, а в 1999 році її підвищили до кордебалетної солістки. У 2002 році Ігоне стала другою солісткою та отримала заохочувальний приз Фонду Dansersfonds '79. У 2003 році вона була нагороджена премією Олександри Радіус і стала першою солісткою.
Де Йонг виконала багато головних ролей у Національному балеті, зокрема Джульєтту («Ромео і Джульєтта»), Одетту/Оділію («Лебедине озеро»), Жизель («Жизель»), Аврору («Спляча красуня») і Клару («Лускунчик»). Вона також була солісткою в кількох балетах Ганса ван Манена, який називав її своєю «музою», серед яких «Жива», «Саркасти», «Концертмейстер», «Велика фуга», «Камерний балет» і «Три гноми». Останній твір вона також танцювала з Йозефом Варгою на вшануванні пам'яті колишнього прем'єр-міністра Віма Кока в амстердамському Консертгебау 27 жовтня 2018 року.
Під час Днів голландського танцю 2016 року де Йонг була нагороджена «Золотим лебедем» за значний внесок у голландський танець. 10 грудня 2016 року вона стала лицарем Ордена Нідерландського Лева.
31 жовтня 2019 року Де Йонг пішла на заслужений відпочинок після 24 років роботи в Національному балеті Нідерландів, виконавши партію Джульєтти у своєму улюбленому балеті «Ромео і Джульєтта» в хореографії Руді ван Данцига. Після цього виступу вона була нагороджена медаллю Франса Баннінка Кокка від муніципалітету Амстердама.
Де Йонг продовжила свою кар'єру як незалежна танцівниця. У листопаді 2020 року була опублікована її біографія, в якій вона згадує роки, проведені в Національному балеті Нідерландів.
У 2020 році Де Йонг призначили членом Академії мистецтв.

## Виступи на телебаченні
У 2013 році вона знялася в ролі балерини в кліпі Анук під назвою «Птахи». З цією піснею Анук представляла Нідерланди на пісенному конкурсі Євробачення 2013.
З 2015 року Де Йонг є членом журі на телешоу «Танцюй, танцюй, танцюй» на каналі SBS6
5 травня 2017 року вона виступила як солістка за підтримки інших танцюристів Нідерландського національного балету на традиційному визвольному концерті на річці Амстел в Амстердамі.

## Особисте життя
Ігоне де Йонг виросла в Гарлемі. Вона розлучилася з колишнім артистом балету Матьє Гремійє, від якого у неї є син.
30 жовтня 2019 року вийшла заміж за актора Тійса Ремера. У січні 2023 р. Де Йонг оголосила про розлучення.